# ایزوبوتیل سیانواکریلات
ایزوبوتیل سیانواکریلات (به انگلیسی: Isobutyl cyanoacrylate) یک ترکیب شیمیایی با شناسه پاب‌کم ۱۴۰۴۶ است. 